# Courtételle
Courtételle é uma comuna da Suíça, situada no distrito de Delémont, no cantão de Jura. Tem 13,56 km² de área e sua população em 2018 foi estimada em 2.610 habitantes.